# 北条貞規
北条 貞規（ほうじょう さだのり）は、鎌倉時代後期の北条氏の一門。

## 略歴
父は第10代執権の北条師時。母は不詳。正室は赤橋北条家の北条久時の娘で、室町幕府の初代将軍である足利尊氏とは相婿で義兄弟である。｢貞｣の字は父・師時の義兄弟および正室の父にあたる北条貞時から偏諱を受けたものとみられる。
文保元年（1317年）に引付衆1番頭人に任命される。その2年後に22歳で死去した。